# عبدالله عبدالله‌یف
عبدالله عبدالله‌یف (انگلیسی: Abdulla Abdullaev؛ زادهٔ ۱ سپتامبر ۱۹۹۷) بازیکن فوتبال اهل ازبکستان است.
وی همچنین در تیم‌های ملی فوتبال زیر ۲۱ سال، زیر ۲۳ سال و بزرگسالان ازبکستان بازی کرده‌است.